# Gynaikonitis
Gynaikonitis (altgriechisch γυναικωνῖτις), auch Gynaikeion (γυναικεῖον), latinisiert Gynaeceum oder Gynoeceum bezeichnet im griechischen Wohnhaus den Frauentrakt, der meist – nach außen eher abgeschlossen – im Obergeschoss lag. Dort befanden sich die Gerätschaften für die wirtschaftliche Produktion der Frauen (Webstuhl, Handspindeln u. a.)
Mit diesen Produktionshilfen wurden im Oikos benötigte Textilien hergestellt. Darunter zählen Kleidung, aber auch Teppiche, Kissen, Decken und Tücher. Bei geringeren Einkommen des Mannes wurden diese Produkte als Eigenproduktion auf Märkten verkauft und halfen somit der Familie.
Doch neben der Haupttätigkeit, der Produktion, galt dieser Ort auch als Besuchsraum für die Gäste der Frau. Dadurch, dass jener Raum nicht als öffentlicher Bereich galt, waren dies hierbei ausschließlich andere Mädchen und Frauen. Gemeinsam webten sie oder tauschten sich aus, da die Frauen, gerade in reicheren Haushalten nur selten das Wohnhaus verließen. Einzelne Szenen, wie das gemeinsame Weben und Konturen der Räume, sind in Vasenmalereien dargestellt.
Bei Forschungen nach der Lage des Gynaikeion ließ sich feststellen, das diese oftmals an der Quelle des natürlichen Lichtes gelegen haben müssen und somit, wenn auch kleine Fenster besaßen. Des Weiteren war der Raum zur leichteren Reinigung mit Pflaster ausgestattet.
Dem Frauentrakt entspricht das Andron, der den Männern vorbehaltene Bereich.
Im Gegensatz zu diesem, war im Gynaikeion kaum Ausstattungs- und Repräsentationsgegenstände vorhanden.

## Kritik
Trotz der häufig formulierten Darstellung der typischen Lage und Nutzung dieses Raum, lässt dieses Thema besonders oft Diskussionen zu.
Zunächst lässt sich dabei über die Lage des Gynaikeion und des Androns streiten. Anhand einiger Befunde kann erkannt werden, dass im Gegensatz zu den Annahmen, beide Räume direkt nebeneinander gelegen haben könnten. Andere Befunde zeigen aber, dass diese Räume im weitmöglichsten Abstand angeordnet waren.
Des Weiteren lässt sich generell darüber streiten, ob es in jedem Haus ein Gynaikeion gab oder ob dies ein Raum, der oberen Gesellschaftsklassen war, denn gerade in kleineren Häusern gibt es aktuell noch keinen sicher zugeordneten Raum für diese Gruppe der Gesellschaft. Frauen der unteren Klassen konnten es sich nachweislich nicht leisten das Haus nicht zu verlassen, sondern sorgten genauso für den Erhalt des Oikos.
Es kann demnach keine Generalisierung dieses Raum vorgenommen werden, sondern sollte bei jedem Befund einzeln betrachtet und analysiert werden.
Gynaikonitis bezeichnet auch in den Kirchen des byzantinischen Ritus die den Frauen vorbehaltenen Galerien zu beiden Seiten des Mittelschiffes, wie sie beispielsweise in der Hagia Sophia vorhanden sind. Die Verbindung der zuvor neutraler als Hyperoa („Obergeschosse“) bezeichneten Galerien mit Geschlechtertrennung ist ab dem 6. Jahrhundert belegt.